# Philipp Thomas

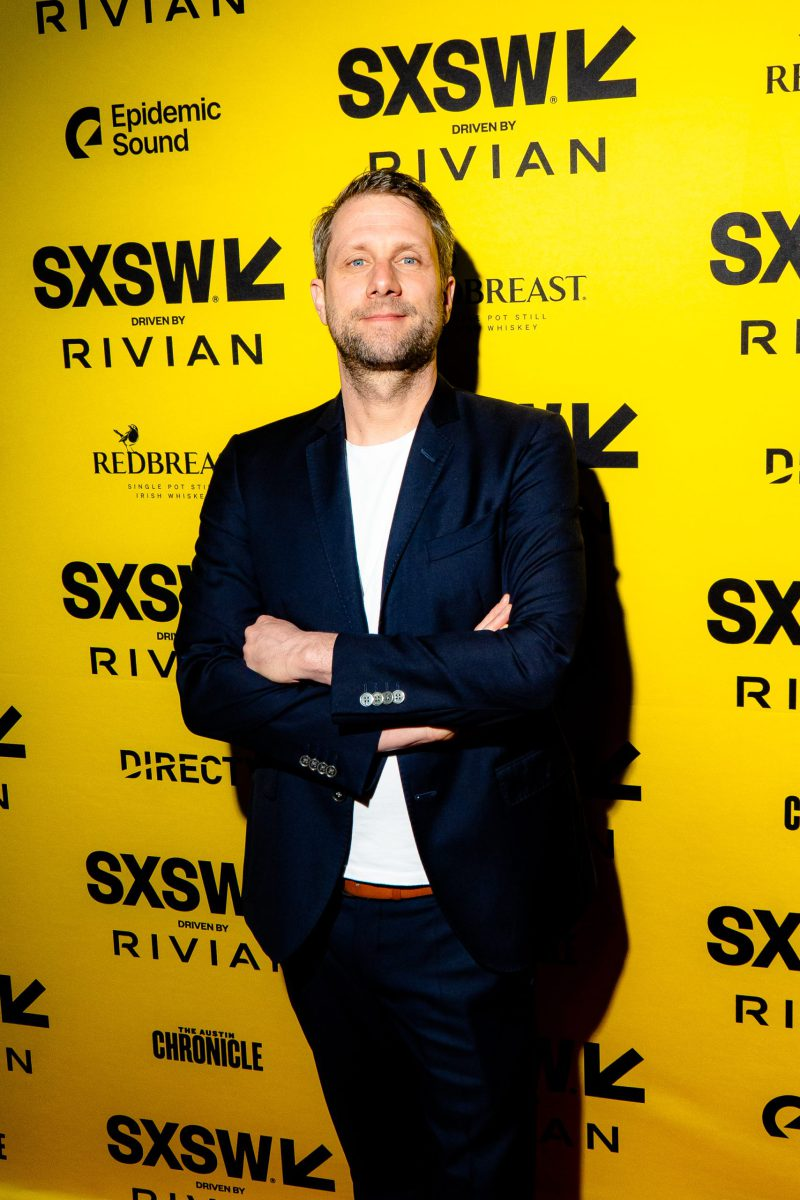
Philipp Thomas (2025)

Philipp Thomas (geb. 1979 in Schwäbisch Hall) ist ein deutscher Filmeditor.

## Leben
Philipp Thomas schloss 2003 eine Ausbildung zum Mediengestalter Bild und Ton ab und begann dann 2004 ein Studium an der Filmakademie Baden-Württemberg im Fachbereich Montage/Schnitt. Seit seinem Diplomabschluss 2010 arbeitet er als freier Editor mit Schwerpunkt Spielfilme, Werbung und Trailerschnitt.
Noch während der Studienzeit gewann Philipp Thomas 2008 mit seiner Montage des 64-minütigen Spielfilms, Teenage Angst (Regie: Thomas Stuber), den Deutschen Kamerapreis. Sein Abschlussfilm Das Lied in mir (Regie: Florian Cossen) gewann zahlreiche Auszeichnungen, unter anderem den FIPRESCI-Preis beim World Film Festival in  Montréal 2010, und zwei Deutsche Filmpreise 2011.  Der von ihm montierte Kurzfilm Von Hunden und Pferden erhielt zwei wichtige Preise: Den Deutschen Kurzfilmpreis in Gold 2011, und den Studenten-Oscar in Silber 2012.
Berlin Alexanderplatz lief im Wettbewerb der 70. Berlinale und war mit 11 Nominierungen einer der Favoriten beim deutschen Filmpreis 2020. Hier gewann der Film unter anderem in der Kategorie Bester Spielfilm die silberne Lola.
Weiterhin war er auch für die Montage der Kinofilme Herbert (2015), Coconut Hero (2015), The Albanian Virigin (2021) verantwortlich.
Sein neustes Projekt ist die Montage des Films American Sweatshop, der unter der Regie von Uta Briesewitz entstanden ist.
Philipp Thomas ist Mitglied im Bundesverband Filmschnitt Editor e.V. (BFS). Er wohnt in Köln.

## Filmografie (Auswahl)
Wo nicht anders ausgewiesen, handelt es sich um einen Kinospielfilm
- 2008: Teenage Angst (mittellanger Spielfilm) – Regie: Thomas Stuber
- 2008: RecordPlay (mittellanger Dokumentarfilm) – Regie: Simon Assmann
- 2010: Das Lied in mir – Regie: Florian Cossen
- 2011: Edeltraud und Theodor (Kurzfilm) – Regie: Daniel Acht
- 2012: Von Hunden und Pferden (Kurzfilm) – Regie: Thomas Stuber
- 2013: King Ping – Tippen Tappen Tödchen – weitere Editorin: Antje Zynga; Regie: Claude Giffel
- 2015: Herbert – Regie: Thomas Stuber
- 2015: Blacktape (Mockumentary) – Regie: Sékou Neblett
- 2015: Coconut Hero – Regie: Florian Cossen
- 2017: Die Vierhändige – Regie: Oliver Kienle
- 2017: Zwei im falschen Film – Regie: Laura Lackmann
- 2018: Polizeiruf 110: In Flammen (Fernsehreihe) – Regie: Lars-Gunnar Lotz
- 2019: Tage des letzten Schnees (Fernsehspielfilm) – Regie: Lars-Gunnar Lotz
- 2020: Berlin Alexanderplatz – Regie: Burhan Qurbani
- 2020: Die Albanische Jungfrau – Regie: Bujar Alimani
- 2021: Der Russe ist einer der Birken liebt – Regie: Pola Beck[8]
- 2022: The Dive – Regie: Maximilian Erlenwein[9]
- 2024: Cuckoo – Regie: Tilman Singer
- 2025: Kein Tier. So Wild – Regie: Burhan Qurbani
- 2025: American Sweatshop – Regie: Uta Briesewitz
- 2025: Die Verteidigerin – Regie Lars-Gunnar Lotz

## Auszeichnungen
- 2008: Deutscher Kamerapreis für die Montage von Teenage Angst
- 2021: Preis der deutschen Filmkritik für die Montage von Berlin Alexanderplatz
- 2021: Nominierung Schnitt-Preis beim Festival Edimotion für die Montage von Berlin Alexanderplatz[10]